# Chang Myon
Chang Myon (koreanisch 장면, RR: Jang Myeon, Aussprache [tɕaŋmjʌn]; * 28. August 1899 in Incheon, Korea; † 4. Juni 1966 in Seoul, Südkorea), auch John Chang Myon oder John M. Chang war ein südkoreanischer Politiker und zweifacher Premierminister Südkoreas.

## Leben
Chang wurde römisch-katholisch erzogen und getauft mit dem Namen Johan. Während der japanischen Besatzung musste er den Namen Tamaoka Tsutomu (jap. 玉岡勉) annehmen. Er hatte sieben Kinder. Sein Sohn John Chang-yik war Bischof von Chuncheon.
Er machte seinen Abschluss in den Vereinigten Staaten am Manhattan College in New York.
Von 1949 bis 1951 war er Botschafter in den USA. Am 23. November 1950 wurde er unter Präsident Rhee Syng-man zum 2. Premierminister der Republik Korea ernannt und bekleidete dieses Amt bis zum 24. April 1952. Von 1956 bis 1960 war er Vizepräsident. Bei den Präsidentschaftswahlen 1960, bei der Rhee zum vierten Mal antrat und fast 90 % der Stimmen bekommen haben soll, gewann auch Rhees Kandidat für den Posten des Vizepräsidenten Lee Ki-poong mit einem so verdächtig großen Vorsprung, so dass es zu Demonstranten auf den Straßen gegen den vermutlichen Wahlbetrug kam. Zuvor nutzte der damalige Innenminister und Vizepräsidentschaftskandidat Lee Ki-poong die von ihm kontrollierte Polizei, um gegen politische Gegner vorzugehen. Die Polizei behauptete, dass Chang Myon mit von Nordkorea bezahlten Attentätern zusammenarbeiten würde, um Rhee gewaltsam stürzen zu wollen. Infolge der Unruhen und Studentenproteste floh Rhee ins Exil nach Hawaii und Chang wurde unter dem am 13. August 1960 gewählten Präsidenten Yun Bo-seon erneut vom 18. August 1960 bis zum 18. Mai 1961 Premierminister der Zweiten Republik. Die Zweite Republik wurde auch Chang-Myon-Regierung genannt, da diese ein parlamentarisches Regierungssystem hatte und Chang Myon als Premierminister nun auch der Regierungschef war. Schon nach wenigen Monaten kam es am 16. Mai 1961 zu einem Militärputsch, der von Park Chung-hee angeführt wurde und die Zweite Republik stürzte.
Am 4. Juni 1966 verstarb er in Seoul im Alter von 66 Jahren.